# مغنيات الراب غير الجميلات (الموسم 3)
مغنيات الراب غير الجميلات 3 (بالإنجليزية: Unpretty Rapstar 3؛ بالكورية: 언 프리티 랩 스타 3) هو برنامج منافس موسيقي كوري جنوبي لعام 2016 يركز على مغنيين الراب ، هذا هو الموسم الثالث من سلسلة Unpretty Rapstar ، الذي عرض لأول مرة في يناير 2015 على إمنت باعتباره عرضًا فرعيًا لـShow Me the Money ، كان الفائز من الموسم الثالث هي جيانت بينك.

## اجزاء البرنامج
• مغنيات الراب غير الجميلات (الموسم 1) - 2015
• مغنيات الراب غير الجميلات (الموسم 2) - 2015
• مغنيات الراب غير الجميلات (الموسم 3) - 2016